# 53丁目駅 (BMT4番街線)
53丁目駅 (53ちょうめえき、英語: 53rd Street) はニューヨーク市地下鉄BMT4番街線の駅であり、ブルックリン区サンセット・パークの4番街と53丁目交差点に位置している。N系統が深夜のみ、R系統が終日停車するほか、ラッシュ時にはW系統が3往復停車する。

## 歴史
1915年にこの駅は59丁目駅まで開通した際の途中駅として開業した
。駅は1970年代後半に一度改装された。
2017年3月27日から9月8日にかけて駅を閉鎖したうえで再度改装された。2016年1月から5月にかけて、アラップがコンサルティングを務め、グリムショー・アーキテクツによって駅改装工事の設計が行われた。これら3駅の改装工事を行うパッケージ1の契約相手は2016年11月30日に発表され、Citnalta-Forte Joint Venture社が改装工事を施工した。

## 駅構造
| G          | 地上階                         | 出入口 |
| M          | 改札階                         | 改札口、駅員詰所、メトロカード自動販売機 |
| P ホーム階 | 相対式ホーム、右側のドアが開く | 相対式ホーム、右側のドアが開く |
| P ホーム階 | 北行緩行線                     | ← 深夜帯：アストリア-ディトマース・ブールバード駅行き（45丁目駅） ← フォレスト・ヒルズ-71番街駅行き（45丁目駅） ← 深夜帯：ホワイトホール・ストリート駅行き（45丁目駅） ← ラッシュ時：アストリア-ディトマース・ブールバード駅行き（45丁目駅） |
| P ホーム階 | 北行急行線                     | ← 深夜帯以外：通過 |
| P ホーム階 | 南行急行線                     | → 深夜帯以外：通過 → |
| P ホーム階 | 南行緩行線                     | → 深夜帯：コニー・アイランド駅行き（59丁目駅）→ ベイ・リッジ-95丁目駅行き（59丁目駅）→ ラッシュ時：86丁目-グレーブセンド駅行き（59丁目駅）→                                                                                                  |
| P ホーム階 | 相対式ホーム、右側のドアが開く | |

当駅は相対式ホーム2面4線の典型的な急行通過駅である。中央の急行線は深夜帯を除くN系統が使用する。2017年に行われた改装工事で、USBチャージャーの設置、壁面や屋根の修理、対話サービス勧告や地図の設置などが行われた。アートワークはブルックリンに本拠地を置くMickalene Thomasによるものである。

### 出入口
4番街と53丁目の交差点の北側(4番街上)東西2か所ずつある。南行ホームには4番街と52丁目交差点北西につながる改札がある（2017年出口専用から変更）。

## ギャラリー

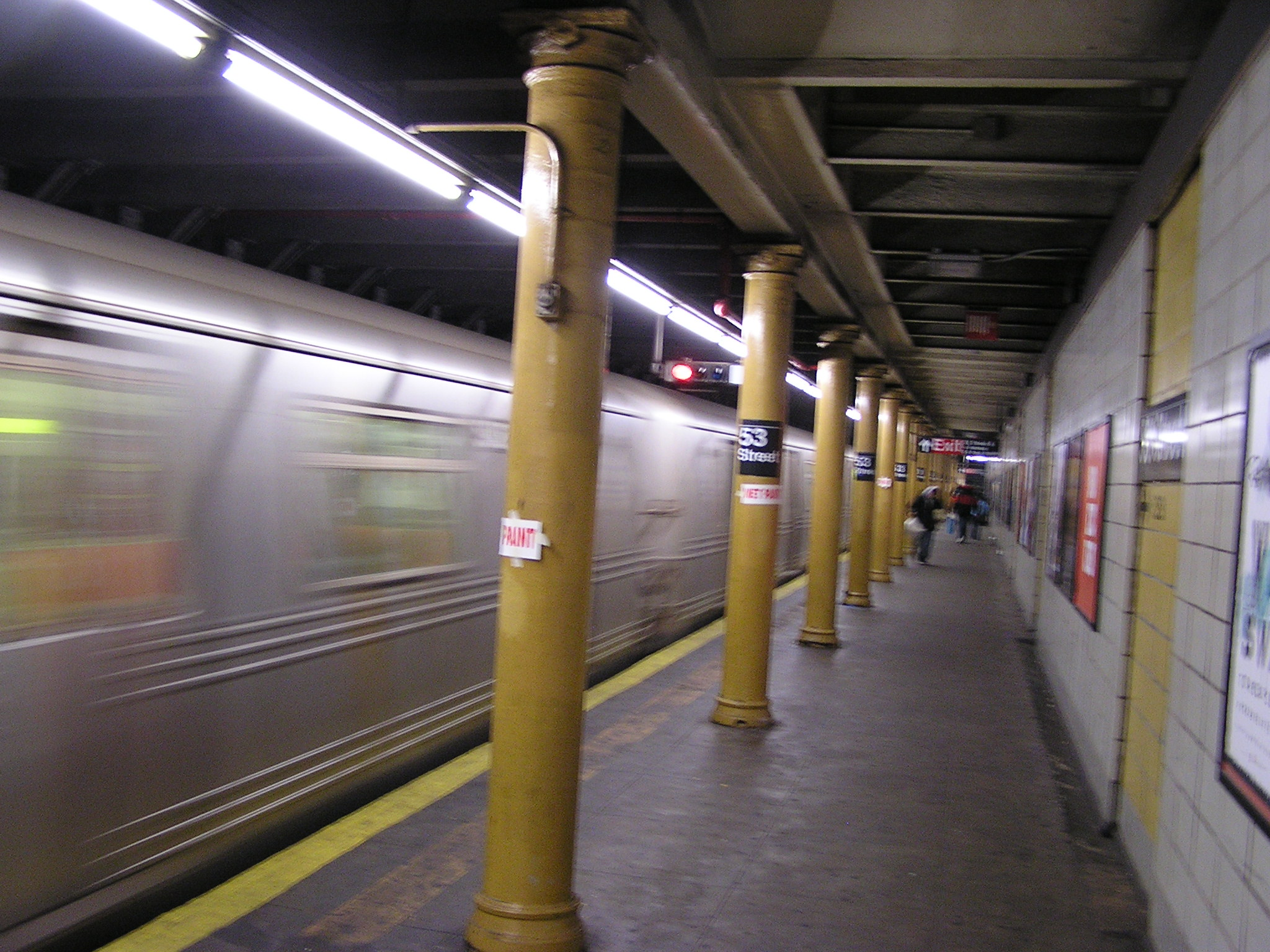
改装工事前のホーム
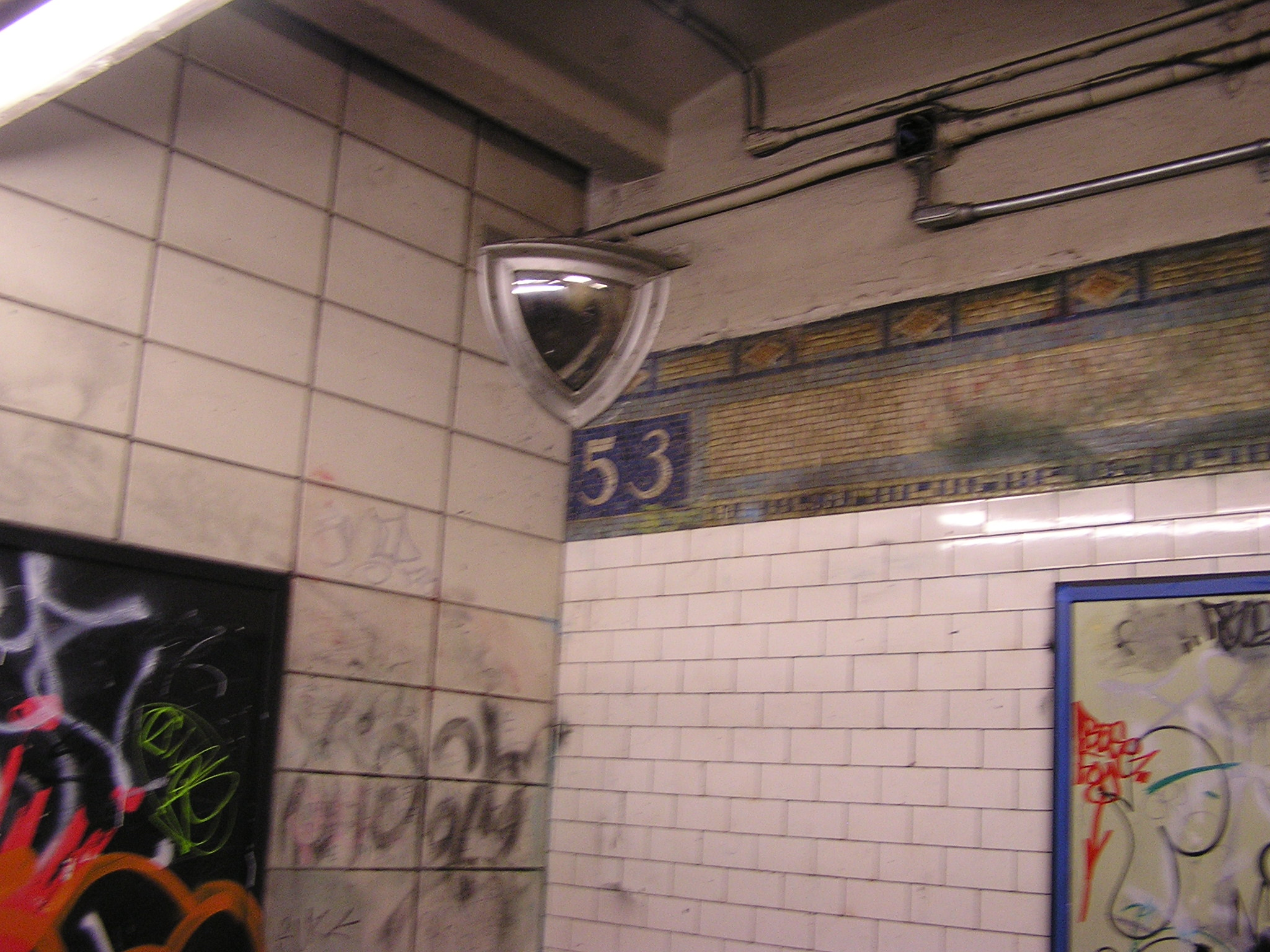
かつて駅にあったモザイク
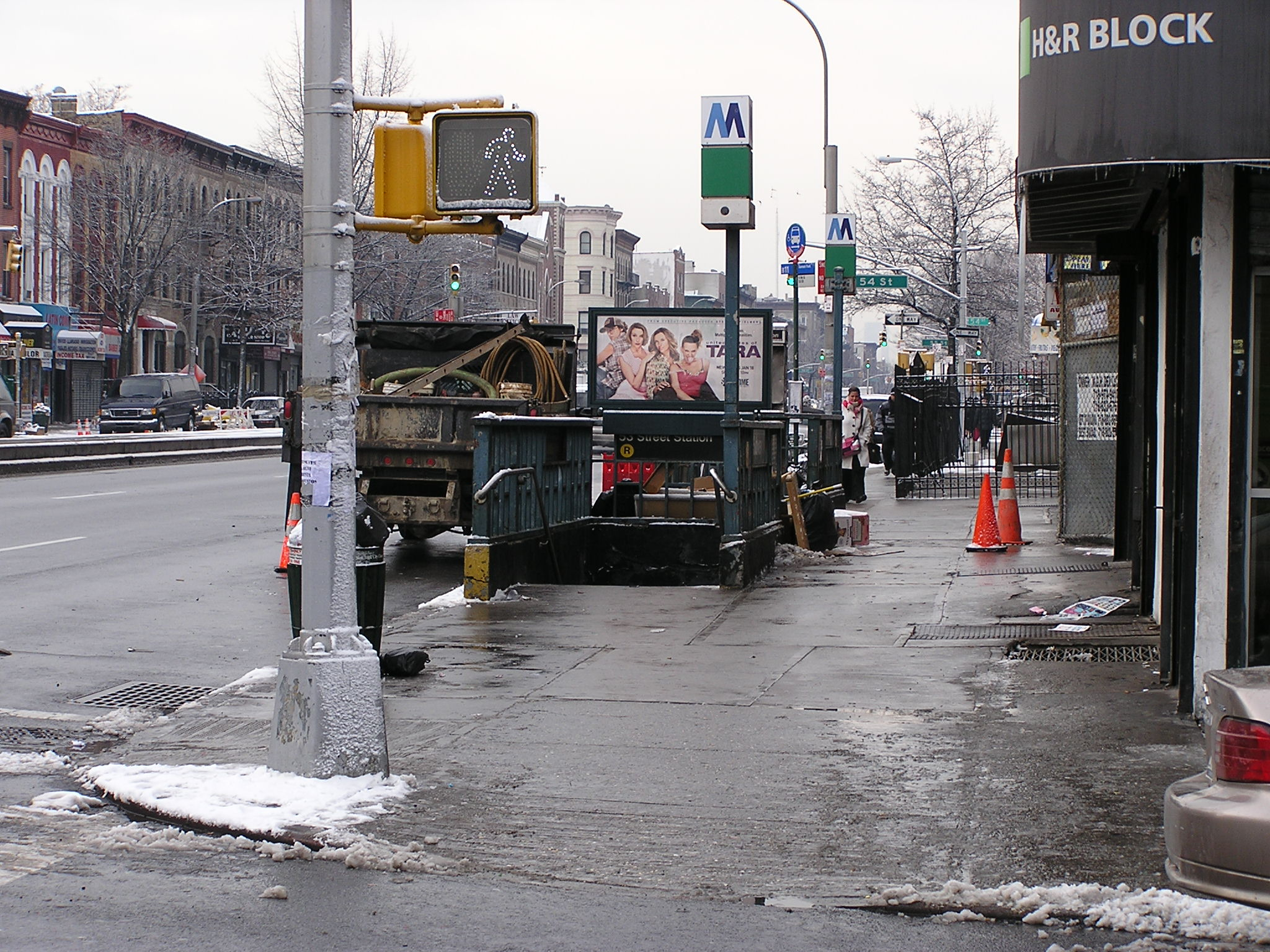
バス停付近の入口（改装前）
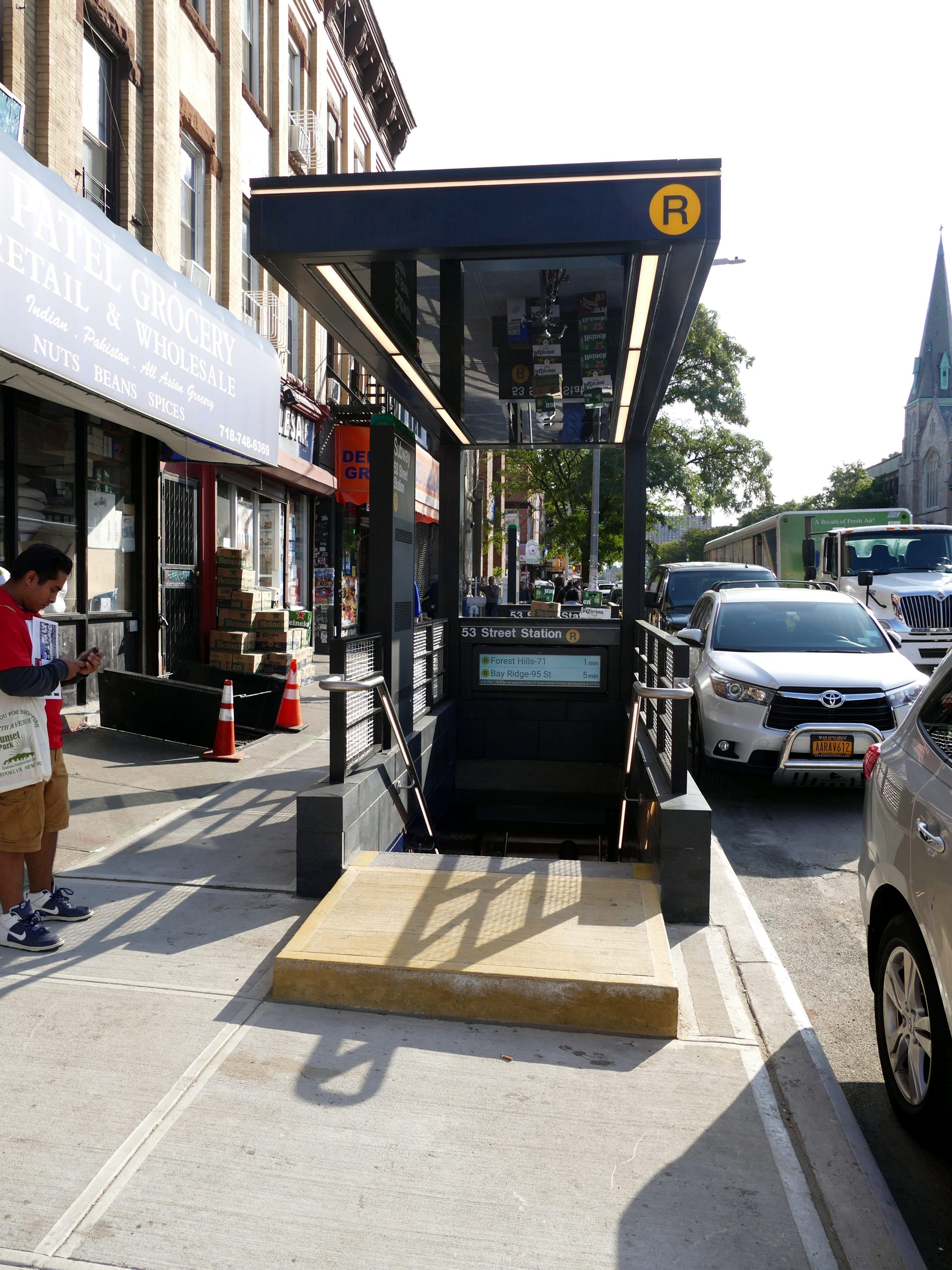
改装後の入口
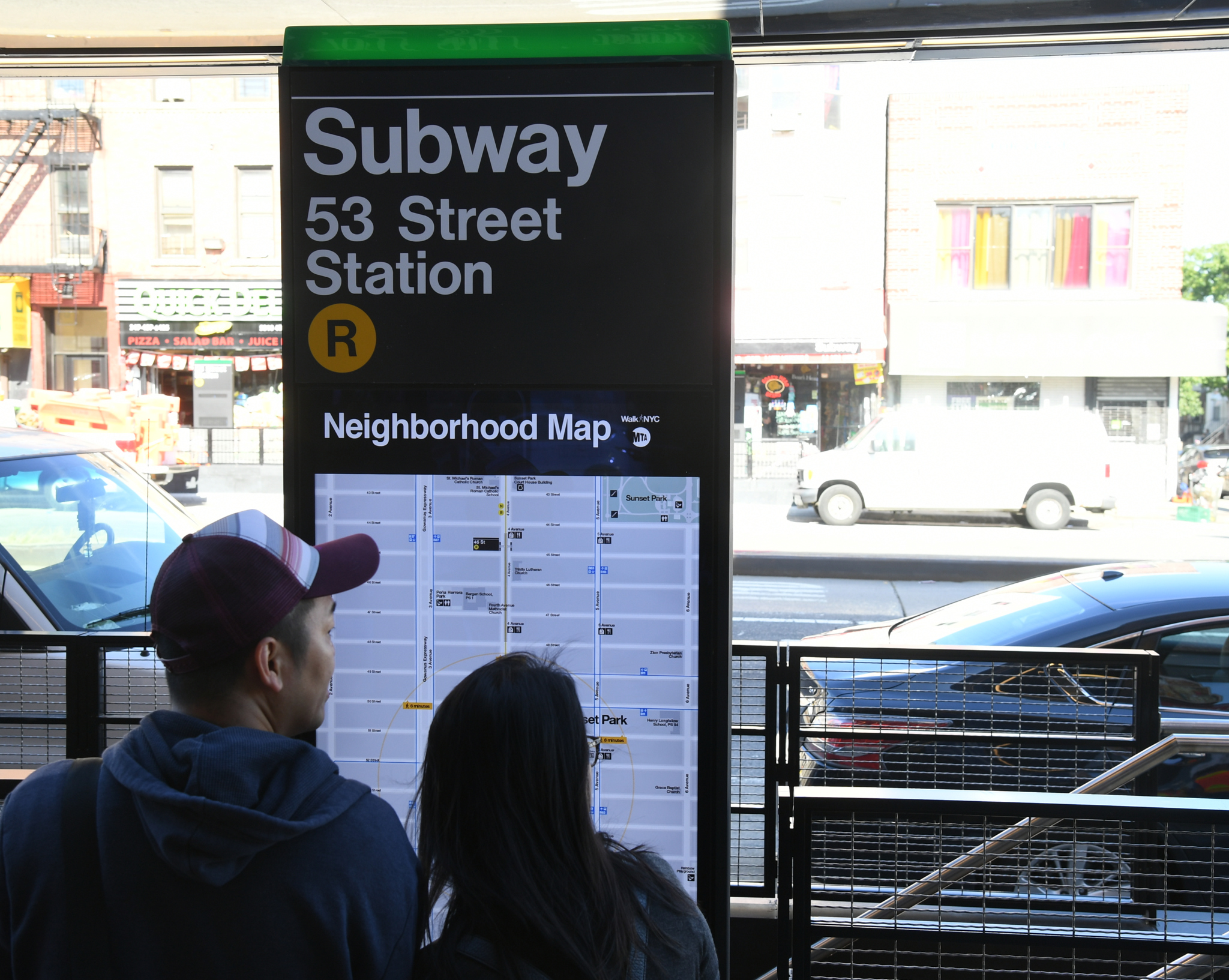
入口の地図